# Błękitna laguna: Przebudzenie
Błękitna laguna: Przebudzenie (ang. Blue Lagoon: The Awakening) – amerykański dramat filmowy z 2012 roku w reżyserii Mikaela Salomona, częściowo bazowany na powieści Blue Lagoon Henry'ego Stacpoole'a. W rolach głównych wystąpili Indiana Evans i Brenton Thwaites. W jednej z drugoplanowych ról wystąpił Christopher Atkins, odtwórca jednej z głównych ról w filmie Błękitna laguna z 1980 roku.

## Obsada
- Indiana Evans – Emmaline „Emma” Robinson
- Brenton Thwaites – Dean McMullen
- Denise Richards – Barbara Robinson
- Patrick St. Esprit – Jack McMullen
- Frank John Hughes – Phil Robinson
- Carrie Wampler – Stacey Robinson
- Alix Elizabeth Gitter – Lizzie
- Hayley Kiyoko – Helen
- Aimee Carrero – Jude
- Jacob Artist – Steven Sullivan
- Annie Tedesco – pani Collier
- Christopher Atkins – pan Christiansen

## Fabuła
Emmaline Robinson (Indiana Evans), bardziej znana jako Emma, to wzorowa uczennica liceum. Jest lubiana i popularna, stanowiąc tym samym przeciwieństwo swojego kolegi z klasy, Deana McMullena (Brenton Thwaites). Podczas imprezy na łodzi Emma przypadkowo wypada za burtę, a Dean skacze jej na ratunek. Młodzi dopływają do szalupy ratunkowej i, zdając się na siłę oceanu, trafiają na bezludną wyspę, gdzie zostają całkowicie odcięci od reszty świata. Oboje muszą przetrwać w tych trudnych warunkach, polegając jedynie na sobie.